# North Battleford (circonscription saskatchewanaise)
Pour les articles homonymes, voir North Battleford (homonymie).
Circonscription électorale provinciale du Canada
North Battleford est une ancienne circonscription électorale provinciale de la Saskatchewan au Canada. Elle est représentée à l'Assemblée législative de la Saskatchewan de 1908 à 1917 et de 1995 à 2003.

## Liste des députés
1908-1917
| Parlement                                                      | Années           | Député           | Député           | Parti            |
| North Battleford                                               | North Battleford | North Battleford | North Battleford | North Battleford |
| -------------------------------------------------------------- | ---------------- | ---------------- | ---------------- | ---------------- |
| 2e                                                             | 1908–1912        |                  | Donald Finlayson | Libéral          |
| 3e                                                             | 1912–1917        |                  | Donald Finlayson | Libéral          |
| Circonscription abolie, voir The Battlefords et Jack Fish Lake |                  |                  |                  |                  |

1995-2003
| Parlement                                    | Années           | Député           | Député           | Parti            |
| North Battleford                             | North Battleford | North Battleford | North Battleford | North Battleford |
| -------------------------------------------- | ---------------- | ---------------- | ---------------- | ---------------- |
| 23e                                          | 1995–1996        |                  | Douglas Anguish  | Néo-démocrate    |
| 23e                                          | 1996-1999        |                  | Jack Hillson     | Libéral          |
| 24e                                          | 1999–2003        |                  | Jack Hillson     | Libéral          |
| Circonscription abolie, voir The Battlefords |                  |                  |                  |                  |

## Résultats électoraux
North Battleford (1995-2003)

North Battleford (1908-1917)